# PokerGO Cup 2023

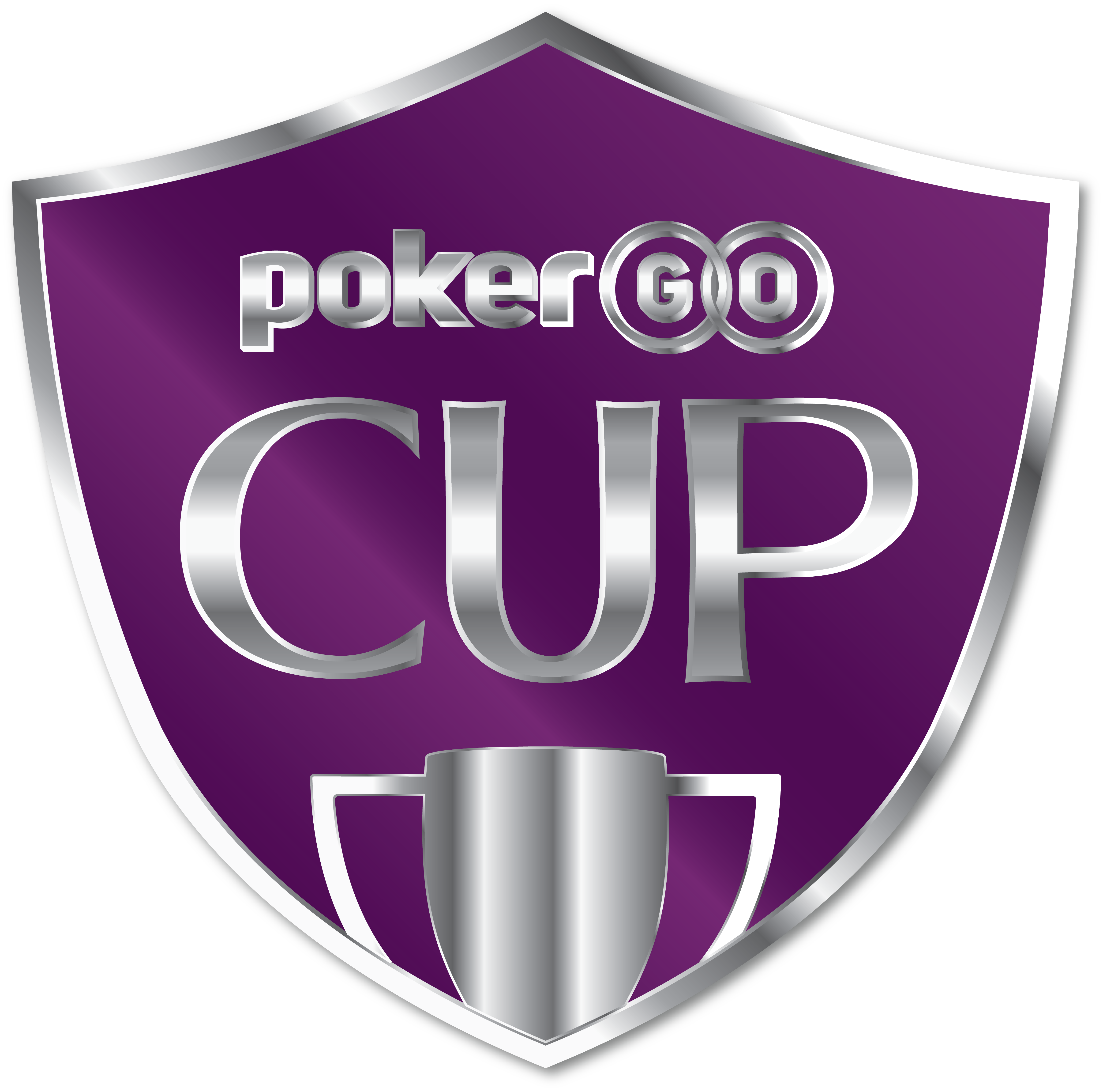
Logo des PokerGO Cup

Der PokerGO Cup 2023 war die dritte Austragung dieser Pokerturnierserie und wurde von Poker Central veranstaltet. Die acht High-Roller-Turniere mit Buy-ins von mindestens 10.000 US-Dollar wurden vom 11. bis 20. Januar 2023 im PokerGO Studio im Aria Resort & Casino in Paradise am Las Vegas Strip ausgespielt.

## Struktur

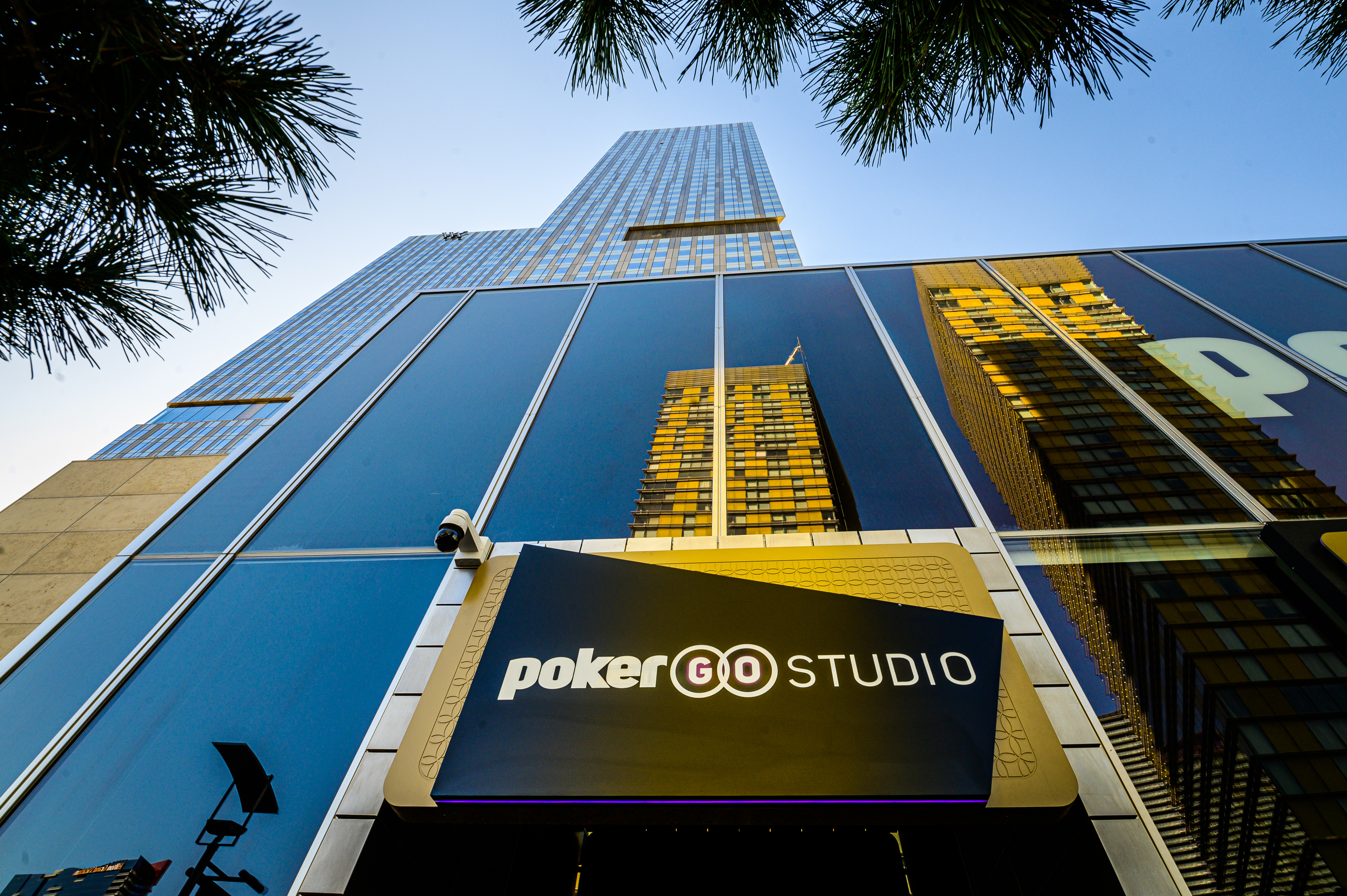
Das PokerGO Studio im Aria Resort & Casino (2019)

Alle acht Turniere wurden in der Variante No Limit Hold’em ausgetragen. Aufgrund des hohen Buy-ins waren bei den Turnieren lediglich die weltbesten Pokerspieler sowie reiche Geschäftsmänner anzutreffen. Cary Katz sicherte sich als erfolgreichster Spieler der Serie eine zusätzliche Prämie von 50.000 US-Dollar. Die Turnierserie war Teil der PokerGO Tour, die über das Kalenderjahr 2023 läuft. Die meisten Finaltische dieser Tour, u. a. alle des PokerGO Cup, werden auf der Streaming-Plattform PokerGO gezeigt, auf der ein kostenpflichtiges Abonnement nötig ist.

## Turniere

### Übersicht
| # | Turnierbeginn | Buy-in (in $) | Teilnehmer | Sieger         | Herkunft           | Preisgeld (in $) |
| - | ------------- | ------------- | ---------- | -------------- | ------------------ | ---------------- |
| 1 | 11. Jan. 2023 | 10.000        | 90         | Sean Winter    | Vereinigte Staaten | 216.000          |
| 2 | 12. Jan. 2023 | 10.000        | 83         | Aram Zobian    | Vereinigte Staaten | 207.500          |
| 3 | 13. Jan. 2023 | 10.000        | 90         | Edward Sebesta | Vereinigte Staaten | 216.000          |
| 4 | 14. Jan. 2023 | 10.000        | 78         | Justin Saliba  | Vereinigte Staaten | 195.000          |
| 5 | 16. Jan. 2023 | 15.000        | 56         | Anthony Hu     | Vereinigte Staaten | 268.800          |
| 6 | 17. Jan. 2023 | 25.000        | 50         | Alex Foxen     | Vereinigte Staaten | 317.040          |
| 7 | 18. Jan. 2023 | 25.000        | 31         | Punnat Punsri  | Thailand           | 310.000          |
| 8 | 19. Jan. 2023 | 50.000        | 26         | Isaac Haxton   | Vereinigte Staaten | 598.000          |

### #1

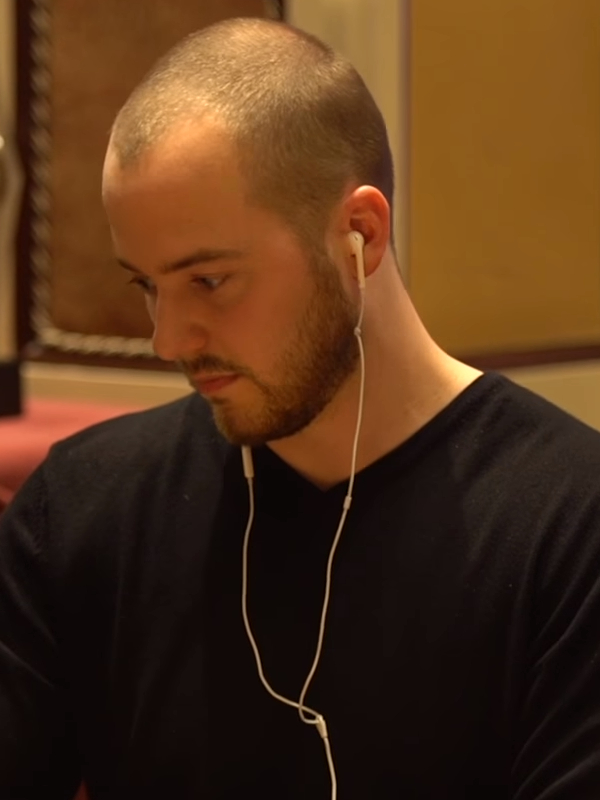
Sean Winter (2018)

Das erste Event wurde am 11. und 12. Januar 2023 gespielt. 90 Teilnehmer zahlten den Buy-in von 10.000 US-Dollar.
| Platz | Herkunft           | Spieler           | Preisgeld (in $) | Punkte |
| ----- | ------------------ | ----------------- | ---------------- | ------ |
| 1     | Vereinigte Staaten | Sean Winter       | 216.000          | 216    |
| 2     | Vereinigte Staaten | Alex Foxen        | 153.000          | 153    |
| 3     | Vereinigte Staaten | Joseph Cheong     | 108.000          | 108    |
| 4     | Vereinigte Staaten | David Peters      | 090.000          | 090    |
| 5     | Spanien            | Adrián Mateos     | 072.000          | 072    |
| 6     | Turkei             | Örpen Kısacıkoğlu | 054.000          | 054    |
| 7     | Vereinigte Staaten | Anthony Hu        | 045.000          | 045    |
| 8     | Vereinigte Staaten | Justin Young      | 036.000          | 036    |
| 9     | Venezuela          | Dorian Rios       | 036.000          | 036    |
| 10    | Vereinigte Staaten | Cary Katz         | 027.000          | 027    |
| 11    | Danemark           | Martin Stausholm  | 027.000          | 027    |
| 12    | Kanada             | Daniel Negreanu   | 018.000          | 018    |
| 13    | Vereinigte Staaten | Dylan Linde       | 018.000          | 018    |

### #2
Das zweite Event wurde am 12. und 13. Januar 2023 gespielt. 83 Teilnehmer zahlten den Buy-in von 10.000 US-Dollar.
| Platz | Herkunft           | Spieler          | Preisgeld (in $) | Punkte |
| ----- | ------------------ | ---------------- | ---------------- | ------ |
| 1     | Vereinigte Staaten | Aram Zobian      | 207.500          | 208    |
| 2     | Thailand           | Punnat Punsri    | 149.400          | 149    |
| 3     | Kanada             | Kristen Foxen    | 099.600          | 100    |
| 4     | Vereinigte Staaten | Seth Davies      | 083.000          | 083    |
| 5     | Vereinigte Staaten | Andrew Moreno    | 066.400          | 066    |
| 6     | Vereinigte Staaten | Cary Katz        | 049.800          | 050    |
| 7     | Vereinigte Staaten | Ethan Yau        | 041.500          | 042    |
| 8     | Vereinigte Staaten | Ben Yu           | 033.200          | 033    |
| 9     | Vereinigte Staaten | Benjamin Miner   | 033.200          | 033    |
| 10    | Japan              | Masashi Oya      | 024.900          | 025    |
| 11    | Italien            | Michael Rossitto | 024.900          | 025    |
| 12    | Vereinigte Staaten | Calvin Lee       | 016.600          | 017    |

### #3
Das dritte Event wurde am 13. und 14. Januar 2023 gespielt. 90 Teilnehmer zahlten den Buy-in von 10.000 US-Dollar.
| Platz | Herkunft           | Spieler              | Preisgeld (in $) | Punkte |
| ----- | ------------------ | -------------------- | ---------------- | ------ |
| 1     | Vereinigte Staaten | Edward Sebesta       | 216.000          | 216    |
| 2     | Vereinigte Staaten | Nick Schulman        | 153.000          | 153    |
| 3     | Vereinigte Staaten | Philip Shing         | 108.000          | 108    |
| 4     | Vereinigte Staaten | Cary Katz            | 090.000          | 090    |
| 5     | Spanien            | Adrián Mateos        | 072.000          | 072    |
| 6     | Kanada             | Kristen Foxen        | 054.000          | 054    |
| 7     | Deutschland        | Christopher Frank    | 045.000          | 045    |
| 8     | Kolumbien          | Farid Jattin         | 036.000          | 036    |
| 9     | Vereinigte Staaten | Ethan Yau            | 036.000          | 036    |
| 10    | Vereinigte Staaten | Robert Chorlian      | 027.000          | 027    |
| 11    | Vereinigte Staaten | Andrew Lichtenberger | 027.000          | 027    |
| 12    | Vereinigte Staaten | Nick Petrangelo      | 018.000          | 018    |
| 13    | Spanien            | Sergio Fernández     | 018.000          | 018    |

### #4
Das vierte Event wurde vom 14. bis 16. Januar 2023 gespielt. 78 Teilnehmer zahlten den Buy-in von 10.000 US-Dollar.
| Platz | Herkunft           | Spieler         | Preisgeld (in $) | Punkte |
| ----- | ------------------ | --------------- | ---------------- | ------ |
| 1     | Vereinigte Staaten | Justin Saliba   | 195.000          | 195    |
| 2     | Vereinigte Staaten | Anthony Hu      | 140.400          | 140    |
| 3     | Spanien            | Adrián Mateos   | 093.600          | 094    |
| 4     | Vereinigte Staaten | Calvin Lee      | 078.000          | 078    |
| 5     | Vereinigte Staaten | Andrew Moreno   | 062.400          | 062    |
| 6     | Vereinigte Staaten | Erik Seidel     | 046.800          | 047    |
| 7     | Vereinigte Staaten | Jeremy Ausmus   | 039.000          | 039    |
| 8     | Vereinigte Staaten | Brian Kim       | 031.200          | 031    |
| 9     | Vereinigte Staaten | Dan Shak        | 031.200          | 031    |
| 10    | Vereinigte Staaten | Nick Petrangelo | 023.400          | 023    |
| 11    | Vereinigte Staaten | Vikenty Shegal  | 023.400          | 023    |
| 12    | Vereinigte Staaten | Dylan DeStefano | 015.600          | 016    |

### #5
Das fünfte Event wurde am 16. und 17. Januar 2023 gespielt. 56 Teilnehmer zahlten den Buy-in von 15.000 US-Dollar.
| Platz | Herkunft           | Spieler         | Preisgeld (in $) | Punkte |
| ----- | ------------------ | --------------- | ---------------- | ------ |
| 1     | Vereinigte Staaten | Anthony Hu      | 268.800          | 269    |
| 2     | Vereinigte Staaten | Erik Seidel     | 176.400          | 176    |
| 3     | Vereinigte Staaten | Dylan DeStefano | 117.600          | 118    |
| 4     | Vereinigte Staaten | Aram Zobian     | 084.000          | 084    |
| 5     | Vereinigte Staaten | Brian Kim       | 067.200          | 067    |
| 6     | Vereinigte Staaten | Jeremy Ausmus   | 050.400          | 050    |
| 7     | Vereinigte Staaten | Edward Sebesta  | 042.000          | 042    |
| 8     | Japan              | Masashi Oya     | 033.600          | 034    |

### #6

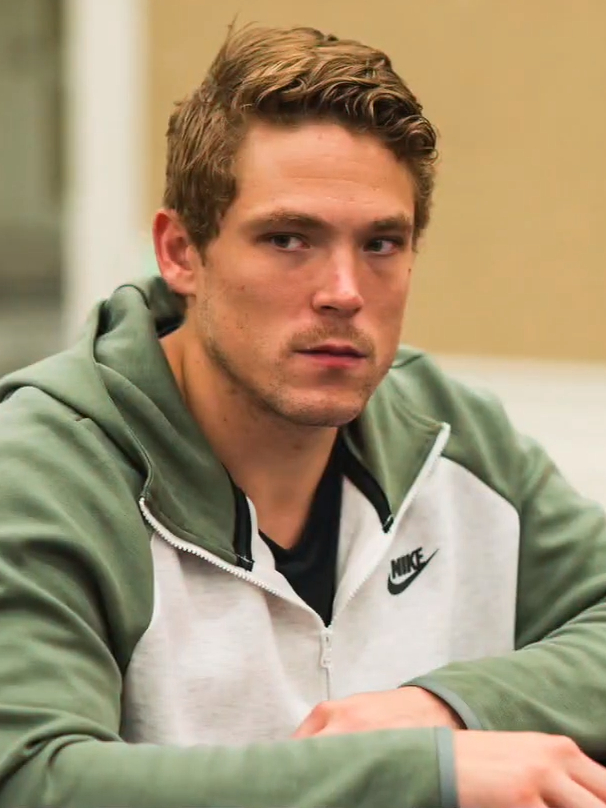
Alex Foxen (2019)

Das sechste Event wurde am 17. und 18. Januar 2023 gespielt. 50 Teilnehmer zahlten den Buy-in von 25.000 US-Dollar.
| Platz | Herkunft           | Spieler           | Preisgeld (in $) | Punkte |
| ----- | ------------------ | ----------------- | ---------------- | ------ |
| 1     | Vereinigte Staaten | Alex Foxen        | 317.040          | 240    |
| 2     | Turkei             | Örpen Kısacıkoğlu | 345.460          | 158    |
| 3     | Vereinigte Staaten | Aram Oganyan      | 175.000          | 105    |
| 4     | Vereinigte Staaten | Cary Katz         | 125.000          | 075    |
| 5     | Vereinigte Staaten | Sean Perry        | 100.000          | 060    |
| 6     | Vereinigte Staaten | Sam Soverel       | 075.000          | 045    |
| 7     | Vereinigte Staaten | Nick Schulman     | 062.500          | 038    |
| 8     | Kanada             | Daniel Negreanu   | 050.000          | 030    |

### #7
Das siebte Event wurde am 18. und 19. Januar 2023 gespielt. 31 Teilnehmer zahlten den Buy-in von 25.000 US-Dollar.
| Platz | Herkunft           | Spieler         | Preisgeld (in $) | Punkte |
| ----- | ------------------ | --------------- | ---------------- | ------ |
| 1     | Thailand           | Punnat Punsri   | 310.000          | 186    |
| 2     | Vereinigte Staaten | Daniel Colpoys  | 201.500          | 121    |
| 3     | Kanada             | Daniel Negreanu | 124.000          | 074    |
| 4     | Vereinigte Staaten | David Peters    | 085.250          | 051    |
| 5     | Vereinigte Staaten | Sam Soverel     | 054.250          | 033    |

### #8

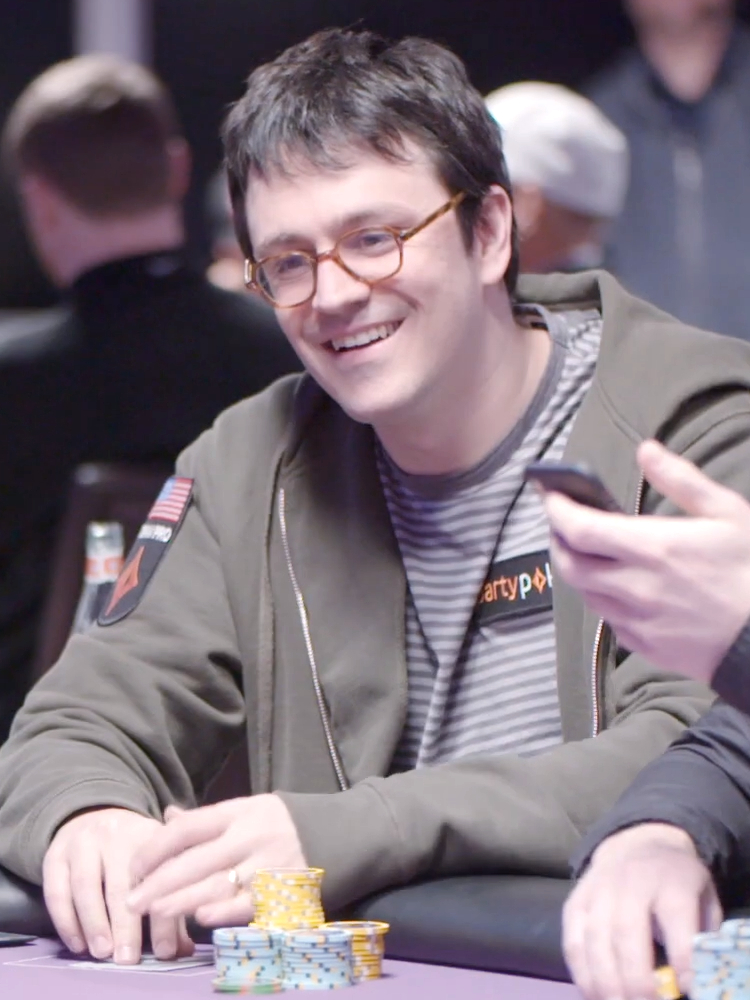
Isaac Haxton (2018)

Das Main Event wurde am 19. und 20. Januar 2023 gespielt. 26 Teilnehmer zahlten den Buy-in von 50.000 US-Dollar.
| Platz | Herkunft           | Spieler        | Preisgeld (in $) | Punkte |
| ----- | ------------------ | -------------- | ---------------- | ------ |
| 1     | Vereinigte Staaten | Isaac Haxton   | 598.000          | 359    |
| 2     | Vereinigte Staaten | Cary Katz      | 364.000          | 218    |
| 3     | Vereinigte Staaten | Sean Winter    | 208.000          | 125    |
| 4     | Vereinigte Staaten | Daniel Colpoys | 130.000          | 078    |

## Trophäe

### Punktesystem
Jeder Spieler, der bei einem der acht Turniere in den Preisrängen landete, sammelte zusätzlich zum Preisgeld Punkte. Das Punktesystem orientiert sich während der gesamten PokerGO Tour am Buy-in und dem gewonnenen Preisgeld. Es wird zu ganzen Punkten gerundet.

### Endstand

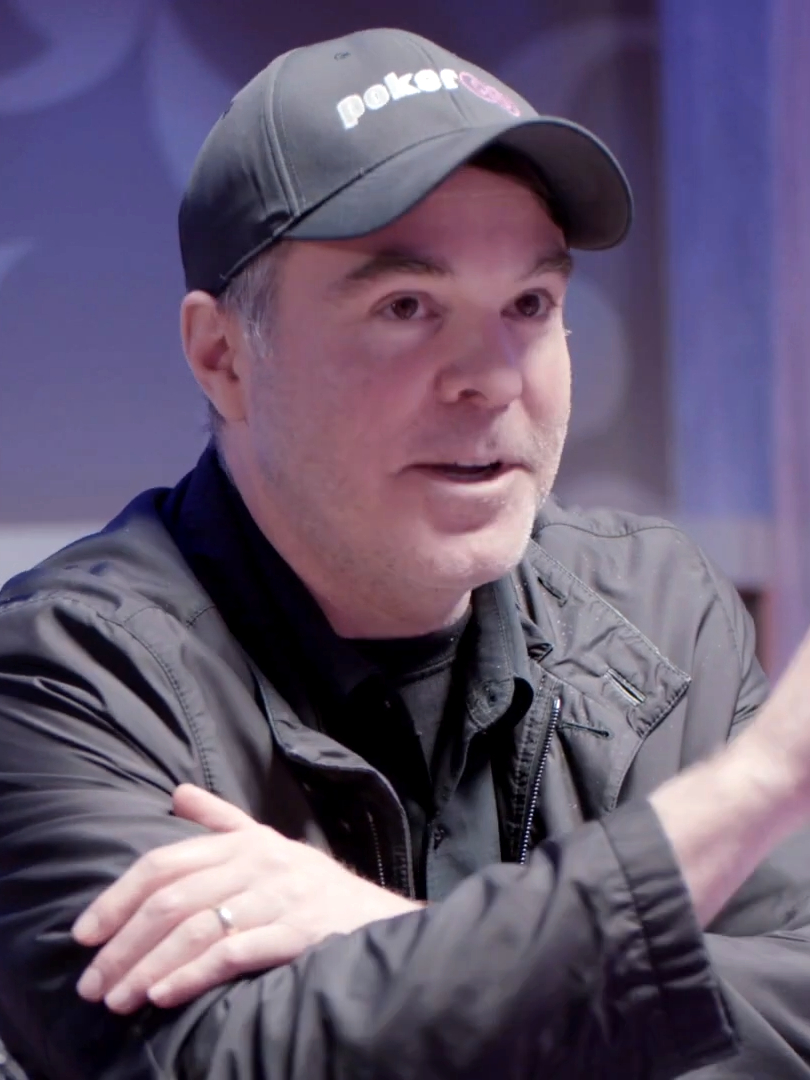
Cary Katz (2018)

| Platz | Herkunft           | Spieler        | Punkte | Preisgeld (in $) | Cashes | Siege |
| ----- | ------------------ | -------------- | ------ | ---------------- | ------ | ----- |
| 1     | Vereinigte Staaten | Cary Katz      | 460    | 655.800          | 5      | 0     |
| 2     | Vereinigte Staaten | Anthony Hu     | 454    | 454.200          | 3      | 1     |
| 3     | Vereinigte Staaten | Alex Foxen     | 393    | 470.040          | 2      | 1     |
| 4     | Vereinigte Staaten | Isaac Haxton   | 359    | 598.000          | 1      | 1     |
| 5     | Vereinigte Staaten | Sean Winter    | 341    | 424.000          | 2      | 1     |
| 6     | Thailand           | Punnat Punsri  | 335    | 459.400          | 2      | 1     |
| 7     | Vereinigte Staaten | Aram Zobian    | 292    | 291.500          | 2      | 1     |
| 8     | Vereinigte Staaten | Edward Sebesta | 258    | 258.000          | 2      | 1     |
| 9     | Spanien            | Adrián Mateos  | 238    | 237.600          | 3      | 0     |
| 10    | Vereinigte Staaten | Erik Seidel    | 223    | 223.200          | 2      | 0     |